# Italijanski fudbalski skandal 2006.
Italijanski fudbalski skandal iz 2006. (u Italiji, kao i u svetskim medijima poznat kao Calciopoli) je skandal u najvećim italijanskim ligama Seriji A i Seriji B. Skandal je u maju 2006. godine otkrila italijanska policija, a uključivao je tadašnji šampionski tim Juventus, kao i druge velike timove Milan, Fiorentinu, Lacio i Ređinu nakon što je veći broj telefonskih poziva prisluškivan. Otkrivena je velika mreža nameštanja utakmica u tim ligama, sve uz pomoć sudija. Juventus je tada bio šampion, a timovi su optuženi da su nameštali utakmice birajući sebi odgovarajuće sudije.

## Koreni skandala
Skandal je prvi put došao pod svetlo javnosti nakon istrage tužitelja protiv italijanske fudbalske agencije GEA World. Zapisi snimljenih telefonskih razgovora obavljenih u novinama su upućivali na to da su tokom sezone 2004/05, Juventusovi direktori Lučano Mođi i Antonio Điraudo razgovarali sa više italijanskih fudbalskih zvaničnika kako bi uticali na postavljanje sudija.
Samo ime "Calciopoli" slučaju su dali novinari kao ironičnu reakciju na "Tangentopoli", slučaj podmiċivanja koji je bio u žiži italijanske javnosti tokom 90-ih godina 20. veka.
Calciopoli je takođe poznat i kao Moggiopoli (po Lučanu Mođiju), ili kao Kalčogejt, po uzoru na Votergejt, iako se ovi termini retko koriste.

## Kazne
Dana 4. jula 2006. godine, tužilac Italijanske Fudbalske Federacije, Stefano Palaci, tražio je da sva četiri kluba koja su bila u centru skandala napuste Seriju A, najviši rang italijanskog fudbala. Palaci je tražio da Juventus bude izbačen barem do Serije C1 (dao je izjavu da Juventus treba da učestvuje u takmičenju nižem od Serije B), a Fiorentina i Lacio bar do Serije B. Takođe je tražio da se timovima oduzmu bodovi (Juventusu 6 bodova, Milanu tri boda, a Fiorentini i Laciju po 15).
Takođe je tražio da se Juventusu oduzmu titule iz 2005. i 2006. godine što je i učinjeno s tim da je sezona 2004/05. poništena pa nikome nije dodeljena titula prvaka dok je prvak za sezonu 2005/06. postao Inter koji je prethodno tu sezonu završio na trećem mestu.
Što se tiče Ređine, tužilac je tražio da Ređina bude izbačena u Seriju B sa 15 bodova kazne. Klub je kažnjen finansijski, kao i sa 15 bodova kazne, ali nisu izbačeni u niži rang. I predsednik Ređine Paskvale "Lilo" Foti je kažnjen novčano, uz zabranu bavljenja fudbalom u sledeċe dve i po godine.
| Tim        | Izbacivanje             | Izbacivanje            | Izbacivanje            | Oduzimanje bodova (Sezona 2006-07) | Oduzimanje bodova (Sezona 2006-07) | Oduzimanje bodova (Sezona 2006-07) | Druge kazne                                                                        | Druge kazne |
| Tim        | Prvostepena odluka      | Rezultat žalbe         | Konačna kazna          | Prvostepena odluka                 | Rezultat žalbe                     | Konačna kazna                      | Prvostepena odluka                                                                 | Konačna kazna |
| ---------- | ----------------------- | ---------------------- | ---------------------- | ---------------------------------- | ---------------------------------- | ---------------------------------- | ---------------------------------------------------------------------------------- | --- |
| Milan      | Nema kazne              | Nema kazne             | Nema kazne             | Oduzimanje 15 bodova               | Oduzimanje 8 bodova                | Oduzimanje 8 bodova                | • Oduzeto 44 boda za sezonu 2005/06 - Izbacivanje iz Lige prvaka za sezonu 2006/07 | • Oduzeto 30 bodova za sezonu 2005/06 - Jedna domaća utakmica bez publike.                                                                       |
| Fiorentina | Izbacivanje u Seriju B  | Nema kazne             | Nema kazne             | Oduzimanje 12 bodova (Serija B)    | Oduzimanje 19 bodova (Serija A)    | Oduzimanje 15 bodova (Serija A)    | • Izbacivanje iz Lige prvaka za sezonu 2006/07                                     | • Izbacivanje iz Lige prvaka za sezonu 2006/07 - Dve domaće utakmice bez publike.                                                                |
| Juventus   | Izbacivanje u Seriju C1 | Izbacivanje u Seriju B | Izbacivanje u Seriju B | Oduzimanje 30 bodova               | Oduzimanje 17 bodova               | Oduzimanje 9 bodova                | • £31,000,000 kazne - Predsednik kluba kažnjen sa £200,000                         | • Oduzete titule iz 2005. i 2006. godine - Izbacivanje iz Lige prvaka za sezonu 2006/07 - Tri domaće utakmice bez publike - Izbačeni u Seriju B. |
| Lacio      | Izbacivanje u Seriju B  | Nema kazne             | Nema kazne             | Oduzimanje 7 bodova (Serija B)     | Oduzimanje 11 bodova (Serija A)    | Oduzimanje 3 boda (Serija A)       | • Izbacivanje iz Kupa UEFA za sezonu 2006/07                                       | • Izbacivanje iz Kupa UEFA za sezonu 2006/07 - Dve domaće utakmice bez publike                                                                   |
| Ređina     | Nema kazne              | Nema kazne             | Nema kazne             | Oduzimanje 15 bodova               | Nema rezultata žalbe               | Oduzimanje 11 bodova               | Nema rezultata žalbe                                                               | • 68.000 £ kazne - Predsednik kluba Paskvale Foti kažnjen sa 20.000 £ i zabrana bavljenja fudbalom 2,5 godine                                    |

## Posledice
Juventus je izbačen iz Serie A, ali su uspeli da se vrate u najveċi rang italijanskog fudbala u sezoni 2007/08. Svojim trofejima dodali su i trofej osvajača Serije B. Tri kluba koja su ostala u Seriji A su imali tešku sezonu 2006/07, posebno Fiorentina, koja je sezonu počela sa zaostatkom od 15 bodova. Ipak, Fiorentina je sezonu završila na 6. poziciji što im je donelo učestvovanje u kupu UEFA u sezoni 2007/08.
Izbacivanje u Seriju B za Juventus je značilo odlazak mnogih važnih igraca kao što su bili Fabio Kanavaro, Emerson Fereira, Đanluka Zambrota, Patrik Vijera, Adrijan Mutu, Lilijan Tiram i Zlatan Ibrahimović, a otišao je i trofejni trener Fabio Kapelo.

## Dalji razvoj
U aprilu 2007, italijanski dnevni list La Repubblica otkrio je neke nove detalje o aferi Calciopoli, jer su tužioci u Napulju mogli saznati niz telefonskih poziva preko stranih SIM kartica izmedu Moggi, Bergama, Pairetta i nekoliko sudija. Pošto su razgovori bili preko stranih SIM kartica, italijanska policija ih nije mogla dodirnuti, tako da su mogli pokušati samo da se uporede zajedno sa telefonskim brojevima, brojevima i mestima. SIM kartice su kupljene u prodavnici u mestu Kjaso (Švajcarska). Neke SIM kartice su bile švajcarske i registrovane u porodici vlasnika prodavnice, dok su ostale dolazili od anonimne osobe u Lihtenštajnu. Tužioci su otkrili i upotrebu slovenskih SIM kartica. U toj istrazi uključeni su Mođi, Paireto, Bergamo, Fabijani (sportski direktor Mesine), sudije De Santis, Rakalbuto, Paparesta, Pjeri, Casara, Datilo, Bertini, Gabrijele i pomocnik Ambrosino. Prema ovoj istrazi, Paparesta je koristio i Švajcarske SIM karticu za ličnu upotrebu i to je pomoglo tužiocima da otkriju ovaj tajni kanal komunikacije. Izgleda da je Moggi imao pet stranih SIM kartica, od kojih su dva navikla da komuniciraju s Bergama i Pairetom, dok su drugi trebali koristiti za komunikaciju sa sudijama i Fabijanijem. Štaviše, još jedno prisluškivanje nedavno je otkrio italijanski dnevnik La Stampa. Iako nije sadržao ništa zaista kompromisno, u zapisu Moggi i Marčelo Lipi (bivši trener Juventusa i trener italijanske reprezentacije u to vreme) ocigledno je vređao Inter-a (Masimo Morati) i trenera (Roberto Mančini), jer je Lipi izjavio da Mančini zaslužuje lekciju, dok je Mođi odgovorio da ċe Mančini imati takvu lekciju.
Veb stranica La Repubblica je 26. aprila 2007. godine objavila oko dve stotine audio fajlova prisluškivanja, neke objavljene godinu dana ranije u pisanoj formi, a neke nikada nisu ni objavljene. To je omogucilo čitaocima da percipiraju tonove i oblike razgovora.
Milan, koji je prvobitno zbog skandala izbačen iz lige šampiona za sezonu 2006/07., nakon ublažavanja kazne osvojio je to takmičenje 23. maja 2007. godine trijumfom u finalu nad engleskim Liverpulom od 2:1.
Dana 17. juna 2007. na italijanskoj emisiji Qui studio a voi stadio, popularnoj fudbalskoj emisiji koju je emitovala lokalna TV Telelombardija sa sedištem u Milanu, Bergamo je priznao da je Mođi ustvari davao dve švajcarske SIM kartice Pairetu, a Paireto je dao jednu od tih SIM kartica njemu. Bergamo je izjavio da je, pod sumnjom da je primljen, koristio tu SIM karticu samo da komunicira sa Pairetom i da nakon iscrpljivanja kredita više nije koristio SIM karticu.
U junu 2008. godine, Juventus je kažnjen novčanim kaznama u iznosu od 300.000 € u tri rate. Mesina je kažnjena sa 60.000 €.
Tokom suđenja Calciopoli u Napulju, pravni tim Luciano Moggi objavio je prisluškivanje koje pokazuje da su i Milan i Inter bili uključeni u skandal u Seriji A tokom 2004. i 2005. godine. Takva prisluškivanja uključivala su potpredsednika Milana Adriana Gallianija, vlasnika Intera Massimo Moratti, tadašnji predsednik Intera Đačinto Faketi i bivši sudijski označivači Paolo Bergamo i Pierluigi Pairetto, kao i mnogi drugi italijanski klubovi koji ranije nisu pomenuti u skandalu.
FIGC je 15. juna 2011. godine najavio da ce bivšim režiserima Juventusa Luciano Moggi i Antonio Giraudo zabraniti doživotno bilo koju ulogu vezanu za fudbal u Italiji. Međutim, odluka je navela da u okviru Člana 6. (O nameštanju i pokušajima nameštanja utakmica) prekršaja nije bilo u tim presetnutim pozivima, a sezona je bila fer i poštena. Štaviše, nisu pronađeni nikakvi zahtevi za konkretne sudije, nikakve zahteve za usluge i razgovore između direktora Juventusa i samih sudija.
U julu 2011, glavni istražitelj FIGC-a Stefano Palazzi navodi u svom izveštaju da su, pored Luciana Moggi, sledeċi klupski zvanicnici prekršili i Kodeks o sportskoj pravdi tako što su stupili u kontakt sa sudijskim imenima ilegalnim načinima.
Član 1: Campedelli (Chievo), Cellino (Cagliari), Corsi (Empoli), Foschi (Palermo), Foti (Reggina), Gasparin (Vicenza), Governato (Brescia), Meani (Milan), Moratti (Inter), Spalletti (Udinese).
Član 6: Facchetti (Inter), Meani (Milan), Spinelli (Livorno).
Prema nalazima Palazzija, klubovi koje su predstavljali gore navedene ljude morali su biti kažnjeni tokom suđenja Calciopoli, ali nijedan sud nije mogao potvrditi ove navode pošto su sve činjenice pokrivene statutom ograničenja. Što se tiče Palazzijevog izveštaja, Giancarlo Abate, tadašnji predsednik FIGC-a, izjavio je da nije bilo pravnog osnova za povlačenje naslova iz Intera. Medutim, on je takođe nagovestio da Inter treba da preda 2006 Serie A scudetto do rivala Juventusa na osnovu etike.
Dana 8. novembra 2011. godine sud u Napulju je izdao prvi zaključak o krivičnom postupku protiv Luciana Moggi i drugih uključenih fudbalskih ličnosti, osuđujući ga na zatvor u trajanju od pet godina i četiri meseca. Ova osuda sledi bivše direktorice Juventusa Giraudoa (tri godine) i drugih u ogranku istog sudskog predmeta.
U decembru 2013. godine Moggi je izrečena kazna od dve godine i četiri meseca zbog proglašenja krivice za zaveru za izvršenje krivičnog dela, ali ranija optužba za sportsku prevaru donela je statut ograničenja.
Dana 23. marta 2015. godine, u svojoj konačnoj rezoluciji, Vrhovni sud je presudio da je Moggi oslobođen "nekih pojedinačnih optužbi za sportsku prevaru, ali ne i da bude 'promoter krivične zavere', koja je kulminirala u Calciopoli-u. Ipak, preostale optužbe za Moggi-ja su otkazane bez novog suđenja usled zastarivanja. Žalbe vlasnika Fiorentine Andrea i Diego Della Valle i predsednik Lazia Claudio Lotito protiv svojih kazni takođe su odbačene na istu osnovu - njihovi predmeti su takođe položili statut ograničenja. Sud je prihvatio zahtev tužioca da obriše optužbe protiv bivših sudija Paola Bertinija, Antona Dattila i Gennaro Mazzei, ali je odbio žalbe za Massimo De Santis i Savaltore Racabulto. Ubrzo nakon odluke suda, predsednik FIGC-a Carlo Tavecchio je u intervjuu ANSA primetio da "dok se motivacija može ocekivati, recenica potvrđuje tezu tužilaštva" i da su "zločini bili stvarni, a i krivična zavera". Kao odgovor na pravosnažnu presudu, Moggi je tvrdio da je samo pustio sudove s kuke, a ne on, pa je zato obećao da se okrene Evropskom sudu u nadi da ċe njegovu zabranu ukinuti.
Dana 9. septembra 2015. godine, Vrhovni sud je objavio dokument od 150 stranica koji objašnjava svoju konačnu odluku o predmetu. Uprkos tome što su Moggieve preostale optužbe otkazane bez novog suđenja usled zastarivanja, sud je jasno stavio do znanja da je Moggiova neovlaštena aktivnost imala značajnu štetu italijanskom fudbalu, ne samo u sportu, veċ i u ekonomskom smislu. U dokumentu sud je potvrdio da je Moggi aktivno učestvovao u sportskoj prevari koja je imala za cilj Juventus i poveċanje svoje lične koristi. U dokumentu je takođe navedeno da je Moggi imao "neopravdanu i prekomernu moć u okviru italijanskog fudbala", kojim je vršio uticaj nad sudijama, drugim zvaničnicima kluba i medijima, čime je stvorio "nezakonit sistem za utvrđivanje utakmica prvenstva 2004/05 (a ne samo one)".